# Hare (Familienname)
Hare (englisch) oder Håre (norwegisch) ist ein Familienname.

## Namensträger
- Alexander Hare (1775–1834), britischer Händler und Kolonialpolitiker, Commissioner von Borneo
- Anders Håre (* 1999), norwegischer Skispringer
- Augustus Hare (1834–1903), britischer Schriftsteller
- Butler B. Hare (1875–1967), US-amerikanischer Politiker
- Clarence Hare (1880–1967), neuseeländischer Expeditionsteilnehmer
- Clyde Hare (1927–2009), US-amerikanischer Fotograf
- Cyril Hare (1900–1958), britischer Richter und Schriftsteller
- Darius D. Hare (1843–1897), US-amerikanischer Politiker
- David Hare (Künstler) (1917–1992), US-amerikanischer Maler, Bildhauer und Fotograf
- David Hare (Dramatiker) (* 1947), britischer Dramatiker und Drehbuchautor
- Doris Hare (1905–2000), britische Schauspielerin
- Dusty Hare (* 1952), englischer Rugby-Union-Spieler
- Francis Hare, 6. Earl of Listowel (* 1964), britischer Politiker
- Francis Hare-Naylor (1753–1815), britischer Historiker, Schriftsteller und Bühnenautor
- Frode Håre (* 1972), norwegischer Skispringer
- Georgiana Hare-Naylor (um 1755–1806), britische Malerin und Kunstmäzenin
- Hugh Hare, 1. Baron Coleraine (1606–1667), englischer Adliger und Höfling
- James Butler Hare (1918–1966), US-amerikanischer Politiker
- John Hare (Schauspieler) (1844–1921), britischer Schauspieler
- John Hare, 1. Viscount Blakenham (1911–1982), britischer Politiker
- John Hare (Autor) (1934–2022), britischer Autor
- John Hare (Illustrator) (* 1976), US-amerikanischer Grafikdesigner
- John E. Hare (* 1949), britischer Philosoph
- Lumsden Hare († 1964), irischer Schauspieler
- Mary Adelaide Hare (1865–1945), Lehrerin für gehörlose Kinder und eine Frauenrechtlerin
- Nathan Hare (1933–2024), US-amerikanischer Soziologe und Aktivist
- Nicole Hare (* 1994), kanadische Ruderin
- Pat Hare (1930–1980), US-amerikanischer Bluesmusiker
- Peter Hewitt Hare (1935–2008), US-amerikanischer Philosoph
- Phil Hare (* 1949), US-amerikanischer Politiker
- Pip Hare (* 1974), britische Segelsportlerin
- Raymond A. Hare (1901–1994), US-amerikanischer Diplomat
- Remon van de Hare (* 1982), niederländischer Basketballspieler
- Richard Hare, 4. Earl of Listowel (1866–1931), irischer Offizier
- Richard M. Hare (1919–2002), britischer Moralphilosoph
- Robert Hare (Chemiker) (1781–1858), US-amerikanischer Chemiker
- Robert D. Hare (* 1934), kanadischer Psychologe
- Silas Hare (1827–1908), US-amerikanischer Politiker
- Thomas Hare (Jurist) (1806–1891), britischer Jurist
- Thomas Truxtun Hare (1878–1956), US-amerikanischer Leichtathlet, siehe Truxtun Hare
- Truxtun Hare (1878–1956), US-amerikanischer Leichtathlet
- Will Hare (1916–1997), US-amerikanischer Schauspieler
- William Hare, 1. Earl of Listowel (1751–1837), irischer Peer
- William Hare (Serienmörder) (1792/1804–??), britischer Serienmörder
- William Hare, 2. Earl of Listowel (1801–1856), irischer Peer
- William Hare, 3. Earl of Listowel (1833–1924), anglo-irischer Peer und Politiker
- William Hare, 5. Earl of Listowel (1906–1997), britischer Peer und Politiker
- William Hare (Sportschütze) (1935–2005), kanadischer Sportschütze
- William Hare (Philosoph) (* 1944), britischer Philosoph